# Greif (brigantino)
Greif è un brigantino tedesco, di proprietà della città di Greifswald, in Meclemburgo-Pomerania Anteriore.
Esso è utilizzato come nave scuola per l'addestramento marittimo.
Fu costruita nel 1951 a Warnowwerft, Warnemünde/Rostock con scafo in acciaio. Venne varata il 26 maggio 1951 ed entrò in servizio il 2 agosto 1951. Fu la prima nave in acciaio costruita dopo la seconda guerra mondiale, e fu battezzato Wilhelm Pieck in onore del primo presidente della Repubblica Democratica Tedesca. Nel 1990 partecipò alla prima regata velica tedesca. La nave fu successivamente ceduta alla città di Greifswald e revisionata a Rostock, e ribattezzata Greif.
Ha partecipato alla Hanse Sail, tra cui Hanse Sail Rostock 2011.